# Lotto Park
Lotto Park je naziv za nogometni stadion, koji se nalazi u općini Anderlecht, Bruxelles, glavni grad Belgije. Izgrađen je 1917. Kapaciteta je 22.500 sjedećih mjesta. Na njemu svoje domaće utakmice igra R.S.C. Anderlecht. 
0d 1917., kada je stadion izgrađen, pa sve do 1983., kada je obnovljen, ovaj je stadion nosio naziv Émile Versé, u spomen na velikodušnog zaštitnika. Tada, 1983., ovaj je stadion preimenovan u Stadion Constant Vanden Stock. Godine 2019. stadion opet mijenja ime i naziva se po sponzoru - Lotto Park.